# Zmarli w czerwcu 2011

## Czerwiec 2011
- 30 czerwca
  - Ruth Roberts, amerykańska autorka tekstów piosenek[1]
  - Tadeusz Skutnik, polski dziennikarz, poeta[2]
  - Georg Sterzinsky, niemiecki duchowny katolicki, kardynał, arcybiskup Berlina[3]
- 29 czerwca
  - Joanna Białek, polska śpiewaczka operowa (sopran), aktorka[4]
  - Lubomír Tesáček, czeski lekkoatleta, biegacz[5]
- 28 czerwca
  - Giorgio Bernardin, włoski piłkarz[6]
- 27 czerwca
  - Mike Doyle, angielski piłkarz[7]
  - Maciej Zembaty, polski poeta, satyryk, muzyk, bard[8]
- 26 czerwca
  - Jan van Beveren, holenderski piłkarz, bramkarz[9]
  - Heere Heeresma, holenderski pisarz, poeta, scenarzysta[10]
- 25 czerwca
  - Kuba Kozioł, polski tłumacz i poeta[11]
  - Jan Kułakowski, polski polityk, związkowiec, poseł do Parlamentu Europejskiego w latach 2004–2009[12]
  - Denise Morgan, australijska scenarzystka i producent filmowa[13]
  - Alice Playten, amerykańska aktorka[14]
- 24 czerwca
  - Jean Bardin, francuski dziennikarz radiowy[15]
  - Tomislav Ivić, chorwacki piłkarz, trener piłkarski[16]
- 23 czerwca
  - Władisław Aczałow, rosyjski wojskowy, generał, który w 1981 miał zająć Warszawę[17]
  - Christiane Desroches-Noblecourt, francuska archeolog, egiptolog[18]
  - Peter Falk, amerykański aktor[19]
  - Jan Masztaler, polski działacz partyjny i sportowy, ojciec Jerzego i Bohdana[20]
  - Fred Steiner, amerykański kompozytor[21]
- 22 czerwca
  - Nataša Urbančič, słoweńska lekkoatletka[22]
  - Artur Gomółka, polski hokeista[23]
- 21 czerwca
  - Maria Gomes Valentim, brazylijska rekordzistka długowieczności[24]
  - Władimir Pettai, rosyjski sędzia piłkarski[25]
- 20 czerwca
  - Ryan Dunn, amerykański aktor telewizyjny, gwiazda Jackassa[26]
  - Wincenty Romanowski, polski żołnierz Gwardii Ludowej i Ludowego Wojska Polskiego, zdegradowany za represje w okresie stalinizmu[27]
- 19 czerwca
  - Don Diamond, amerykański aktor[28]
  - Eugeniusz Grochal, polski kolejarz, związkowiec i polityk, minister, poseł na Sejm PRL, prezes, a później honorowy prezes PZW[29]
- 18 czerwca
  - Ulrich Biesinger, niemiecki piłkarz[30]
  - Jelena Bonner, rosyjska lekarka, obrończyni praw człowieka[31]
  - Frederick Chiluba, zambijski polityk, prezydent Zambii w latach 1991–2002[32]
  - Clarence Clemons, amerykański muzyk i aktor[33]
  - Karl Frei, szwajcarski gimnastyk, mistrz olimpijski[34]
  - Brian Haw, brytyjski działacz pokojowy[35]
  - Marek Szufa, polski pilot[36]
- 17 czerwca
  - Rex Mossop, australijski rugbysta, komentator sportowy[37]
- 16 czerwca
  - Henri Saby, francuski polityk i inżynier, eurodeputowany (1981–1994)[38]
- 14 czerwca
  - Ber Haus, polski ekonomista[39]
  - Peter Schamoni, niemiecki reżyser filmowy[40]
- 13 czerwca
  - Grzegorz Oniszczuk, polski raper[41]
- 12 czerwca
  - Carl Gardner, amerykański muzyk, wokalista grupy The Coasters[42]
  - John Hospers, amerykański polityk[43]
  - Laura Ziski, amerykańska producentka filmowa[44]
- 11 czerwca
  - Giorgio Celli, włoski entomolog, etolog, pisarz, polityk, poseł do PE[45]
  - Elijjahu M. Goldratt, izraelski fizyk[46]
  - Seth Putnam, amerykański wokalista zespołu Anal Cunt[47]
  - Wolfgang Reinhardt – lekkoatleta niemiecki, skoczek o tyczce[48]
- 10 czerwca
  - Jurij Budanow, rosyjski wojskowy, oficer, który brał udział w wojnie czeczeńskiej[49]
  - Cosimo Caliandro, włoski lekkoatleta, długodystansowiec, halowy mistrz Europy[50]
  - Kurt Nielsen, duński tenisista[51]
- 9 czerwca
  - José Nogueira Valente Pires, portugalski pułkownik, gubernator Timoru Portugalskiego (1963–1967)[52]
  - Josip Katalinski, bośniacki piłkarz[53]
  - Jerzy Płodziszewski, polski kolarz torowy[54]
  - Andrzej Święcicki, polski działacz katolicki, prezes KIK w Warszawie[55]
- 8 czerwca
  - Juan Gonzalez, portorykański bokser[56]
  - Grzegorz Kubat, polski samorządowiec, marszałek województwa opolskiego (2003–2006)[57]
- 7 czerwca
  - Genaro Hernandez, amerykański bokser, mistrz świata[58]
  - Józef Obrembski, polski duchowny katolicki działający na Wileńszczyźnie[59]
  - Mieczysław Pemper, polski działacz społeczny, który pomógł Oskarowi Schindlerowi ocalić od zagłady 1200 Żydów[60]
  - Jorge Semprún, hiszpański pisarz, polityk[61]
- 6 czerwca
  - Stefan Kuryłowicz, polski architekt, profesor Politechniki Warszawskiej[62]
  - Jacek Syropolski, polski architekt, wiceprezes warszawskiego oddziału Stowarzyszenia Architektów Polskich[63]
- 5 czerwca
  - Leon Botha, południowoafrykański malarz i performer muzyczny, jedna z najdłużej żyjących osób cierpiących na progerię[64]
- 4 czerwca
  - Lilian Jackson Braun, amerykańska pisarka[65]
  - Lawrence Eagleburger, amerykański polityk, sekretarz stanu (1992–1993)[66]
  - Donald Hewlett, brytyjski aktor[67]
  - Ninel Kameraz-Kos, polska malarka, znawczyni kultury żydowskiej[68]
  - Jerzy Świątkiewicz, polski prawnik, były zastępca Rzecznika Praw Obywatelskich[69]
  - Tadeusz Urgacz, polski poeta, autor tekstów piosenek[70]
- 3 czerwca
  - Dobroslav Ćulafić, jugosłowiański polityk, przewodniczący Komitetu Centralnego Związku Komunistów Czarnogóry (1982–1984), minister spraw wewnętrznych Jugosławii (1984–1989)[71]
  - Jack Kevorkian, amerykański patolog i propagator eutanazji[72]
  - Sammy Ofer, izraelski biznesmen[73]
- 2 czerwca
  - Ray Bryant, amerykański pianista jazzowy, kompozytor[74]
  - Juliusz Janicki, polski reżyser filmów fabularnych i dokumentalnych[75]
  - Davorin Marčelja, jugosłowiański lekkoatleta, wieloboista[76]
  - Anna Więzik, polska poetka, długoletni pracownik PCK[77]
- 1 czerwca
  - Al Wiggins, amerykański pływak, olimpijczyk, rekordzista świata[78]